# Kopań (rejon samborski)
Kopań lub Kopania (ukr. Копань) – wieś na Ukrainie w rejonie samborskim obwodu lwowskiego.

## Historia
Pod koniec XIX w. grupa domów i leśniczówka wsi Wola Baraniecka w powiecie samborskim.